# Samodzielna Dywizja Strzelców Morskich
Samodzielna Dywizja Strzelców Morskich (ros. Отдельная дивизия морских стрелков) – jednostka wojskowa białych podczas wojny domowej w Rosji
Decyzja o sformowaniu jednostki wojskowej strzelców morskich pojawiła się jeszcze przed przybyciem adm. Aleksandra W. Kołczaka do Omska. 12 grudnia 1918 r. został przez głównodowodzącego wojskami białych na Wschodzie wydany rozkaz o utworzeniu w Krasnojarsku Samodzielnej Brygady Strzelców Morskich. 17 grudnia dowództwo objął kontradmirał Gieorgij K. Stark. Zastępcą dowódcy został kpt. 2 rangi P. W. Tichmieniew, zaś szefem sztabu – sztabskapitan Ozolin. Brygada składała się z dwóch batalionów, na czele których stali kpt. 2 rangi N. N. Stiepanow i ppłk Doliecki oraz dywizjonu artylerii strzelców morskich (12-16 lekkich dział polowych). Bataliony składały się z czterech kompanii, kompanii specjalnego przeznaczenia, oddziału karabinów maszynowych, oddziału łączności, oddziału dywersyjnego, oddziału pomocniczego i oddziału ćwiczebnego. Brygada liczyła ok. 1,5-2 tys. ludzi, w tym ok. 200 marynarzy odkomenderowanych z Flotylli Wołżańsko-Kamskiej. Żołnierze Brygady nosili mundury piechoty ze złotymi pagonami, na których były wyszyte litery М.С. Na lewym rękawie znajdowała się naszywka w kolorze czerwonym z 2 skrzyżowanymi karabinami lub 2 działami (artylerzyści). W marcu 1919 r. do Brygady został formalnie dołączony pociąg pancerny, działający na Magistrali Transyberyjskiej. Wkrótce Brygada została rozwinięta do wielkości dywizji (w jej skład weszły 3 batalion, sformowany w Permie, dowodzony przez kpt. Benedyktińskiego i 4 batalion z Ufy sztabskapitana Nikołotowa). 22 kwietnia na front trafił 1 batalion Brygady. Cała Brygada została rozdzielona pomiędzy Armię Zachodnią i Armię Syberyjską. Oddziały Brygady walczyły nad rzekami Kamą, Tobołem, Irtyszem, Jenisejem i Obem. Zwalczały partyzantów bolszewickich na tyłach wojsk białych. Podczas ciężkich walk poniosła duże straty, zwłaszcza wśród oficerów. Następnie w składzie wojsk gen. Władimira O. Kappela resztki Dywizji uczestniczyły w tzw. Wielkim Syberyjskim Marszu Lodowym przez zamarznięte Jezioro Bajkał, podczas którego kontradmirał G. K. Stark z powodu zachorowania na tyfus był niesiony na rękach swoich żołnierzy.